# 埃斯帕达尼亚
埃斯帕达尼亚，是西班牙卡斯蒂利亚-莱昂萨拉曼卡省的一个市镇。 总面积40平方公里，总人口38人（2001年），人口密度1人/平方公里。